# American Canyon, Kalifornija
American Canyon je grad u američkoj saveznoj državi Kalifornija. Prema popisu stanovništva iz 2010. u njemu je živjelo 19,454 stanovnika.